# Flughafen Jauja

i7
i11
i13
Der Aeropuerto Francisco Carlé ist der regionale Flughafen der peruanischen Stadt Huancayo. Er liegt etwa 40 Kilometer nordwestlich von Huancayo, am östlichen Stadtrand der Stadt Jauja.

## Fluggesellschaften und Ziele
Im Linienverkehr angeflogen wird der Flughafen nur von Lima aus mit der Fluggesellschaft LATAM Airlines Perú.
Die Fluggesellschaften Peruvian Airlines und LC Perú gibt es seit 2018 nicht mehr.

## Zwischenfälle
Am 28. März 2017 kam eine Boeing 737-300 der Peruvian Airlines (Luftfahrzeugkennzeichen OB-2036-P) bei der Landung auf dem Flughafen Jauja von der Bahn ab. Alle 142 Passagiere und 7 Besatzungsmitglieder konnten evakuiert werden, die Maschine brannte jedoch vollkommen aus.